# Sete Cidades (Caldeira)

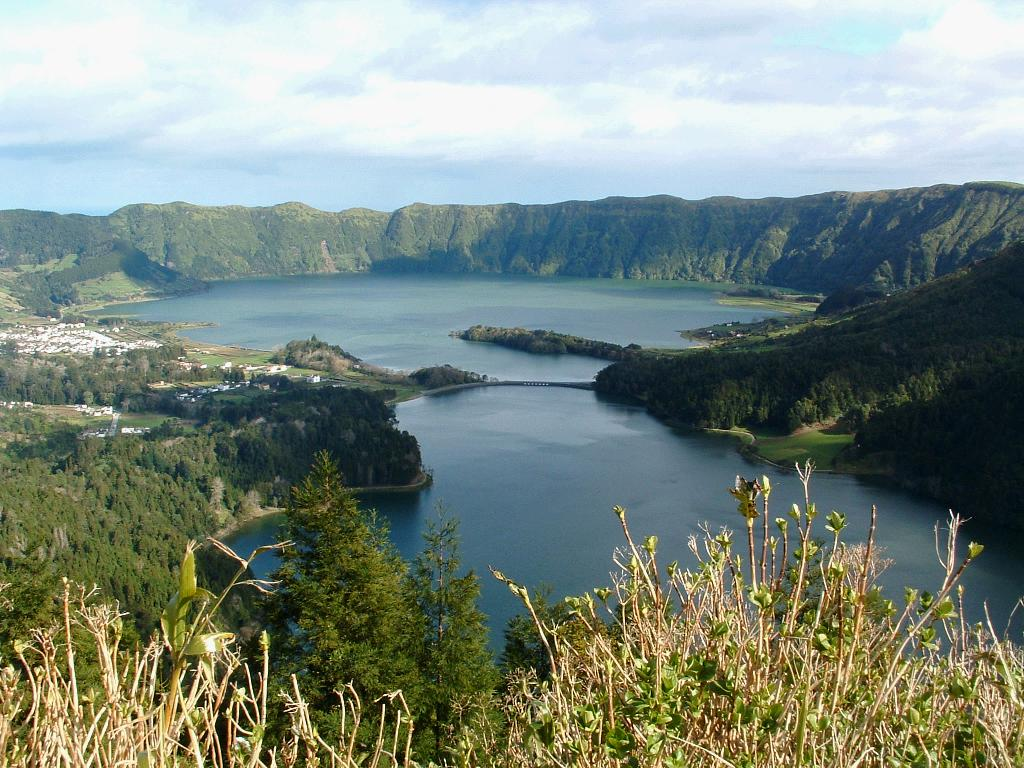
Sete Cidades

Sete Cidades (Sieben Städte) ist eine Caldera vulkanischen Ursprungs mit einem gleichnamigen See von 4,35 km² Größe im Westen der portugiesischen Azoren-Insel São Miguel. Der See teilt sich auf in zwei Teile, die durch einen schmalen Kanal verbunden sind. Der See misst von Nordwest nach Südost etwa fünf Kilometer in der Länge und ist ein bis zwei Kilometer breit. Am Westufer befindet sich die Ortschaft Sete Cidades. Der Vulkan war im Verlauf der letzten 5000 Jahre einer der aktivsten auf den Azoren.

## Die Kraterseen
Blickt man vom Kraterrand etwa 500 m hinunter (höchste Erhebung 856 m), so erscheint der eine See durch die Reflexion des Himmels blau (Lagoa Azul), der andere durch den dahinter stehenden Bewuchs grün (Lagoa Verde). Einer Legende zufolge entstanden die unterschiedlichen Färbungen, als eine Prinzessin und ihr Liebhaber, ein Schäfer, sich trennen mussten. Ihre Tränen bildeten die Seen in den Farben ihrer Augen. In den 1930er Jahren wurde ein Tunnel vom Seeufer ins nordwestlich gelegene Mosteiros gebaut, um den Wasserstand der Seen besser regulieren zu können. Zuvor waren die Seen ohne natürlichen Abfluss, so dass der Wasserstand stark schwankte und es zu regelmäßigen Überschwemmungen der angrenzenden Ortschaft kam. Die zwei Kraterseen sind eine der Hauptsehenswürdigkeiten der Azoren.

## Vulkanismus

Panorama von Sete Cidades

Der ganze Vulkankomplex ist 210.000 Jahre alt. Die Caldera wurde durch eine große Eruption der Stärke 5 auf dem Vulkanexplosivitätsindex vor 22.000 Jahren geschaffen, danach gab es mindestens zwanzig weitere Ausbrüche. Auf dem Grund der Caldeira wurden sechs pyroklastische Kegel aus dem Holozän lokalisiert, darunter die beiden Tuffkegel, die heute die Kraterseen Lagoa Rasa und Lagoa de Santiago beherbergen.
An den West- und Nordflanken sind eine große Gruppe von Lavadomen aus dem Pleistozän, Lavaströme und Lagerstätten pyroklastischen Materials zu finden, am südöstlichen Abhang findet sich u. a. der Maarsee Lagoa do Canário. Die jüngsten Eruptionen datieren ins 15. Jahrhundert. Diese Eruptionen erfolgten in der Caldeira und von unterseeischen Punkten vor der Westküste. Es gab in geschichtlicher Zeit vier Eruptionen des Typs Stromboli und drei der Surtsey-Art in kurzem Abstand von der Küstenlinie.

## Sonstiges

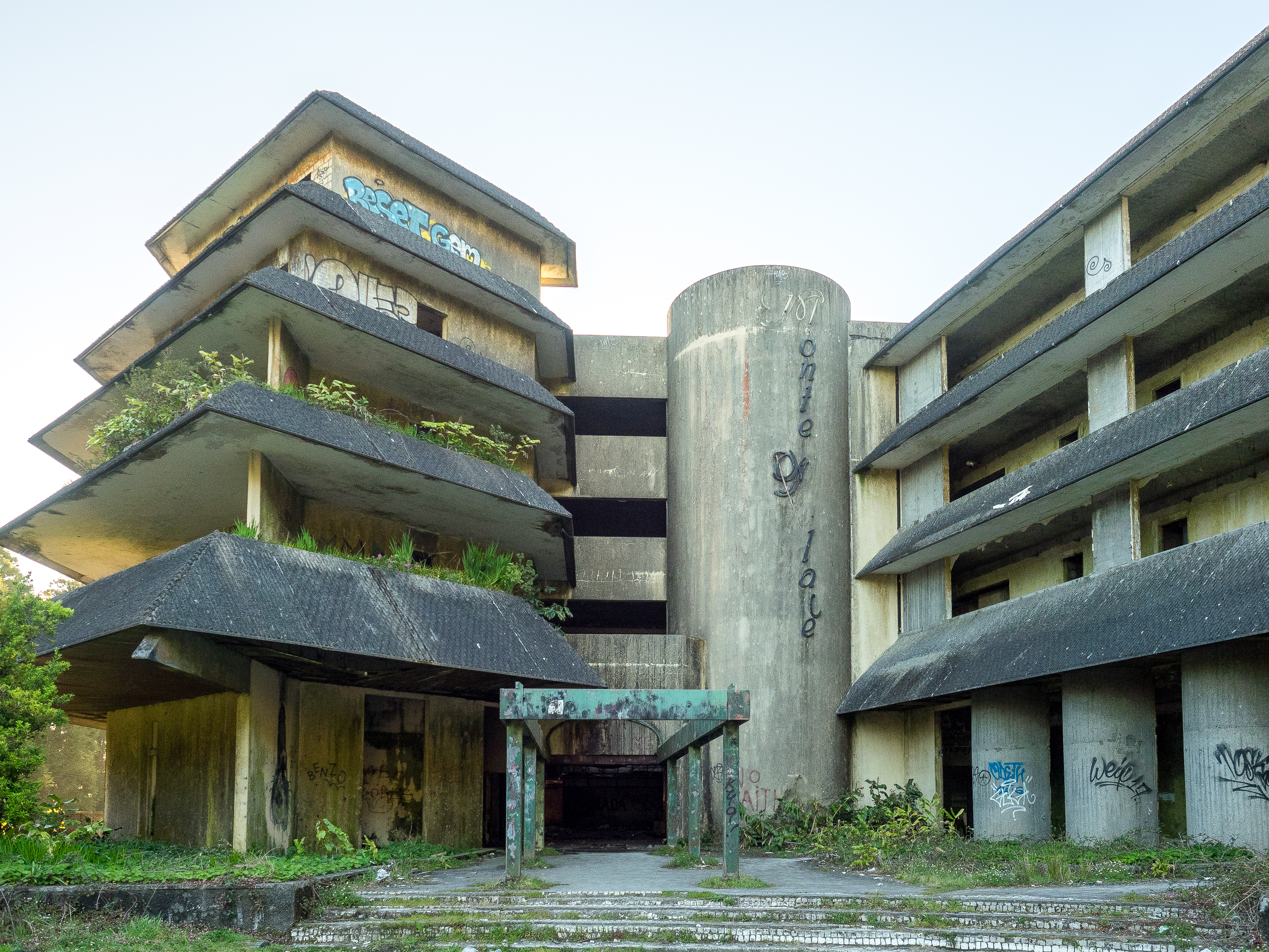
Ruine des Monte Palace

Weide- und zu einem kleinen Teil Holzwirtschaft und Tourismus sind die Erwerbszweige der Einwohner der Ortschaft Sete Cidades. Eine Straßenbrücke über die Engstelle zwischen Lagoa Azul und Lagoa Verde schafft die Verbindung von der Ortschaft zum Aussichtspunkt Vista do Rei am Südrand der Caldera und weiter in den Südwesten der Insel. Am Vista do Rei befindet sich die Ruine des nach nur zwei Jahren Betriebs 1990 geschlossenen und 2010 endgültig aufgegebenen Luxushotels Monte Palace, das inzwischen als Lost Place eine Touristenattraktion ist. Der 2018 bekannt gewordene Versuch chinesischer Investoren, die ausgeplünderte und verwüstete Ruine zu restaurieren und 2021 neu zu eröffnen, wurde nach Stand 2023 vermutlich stillschweigend aufgegeben.